# Hollander (Adelsgeschlecht)

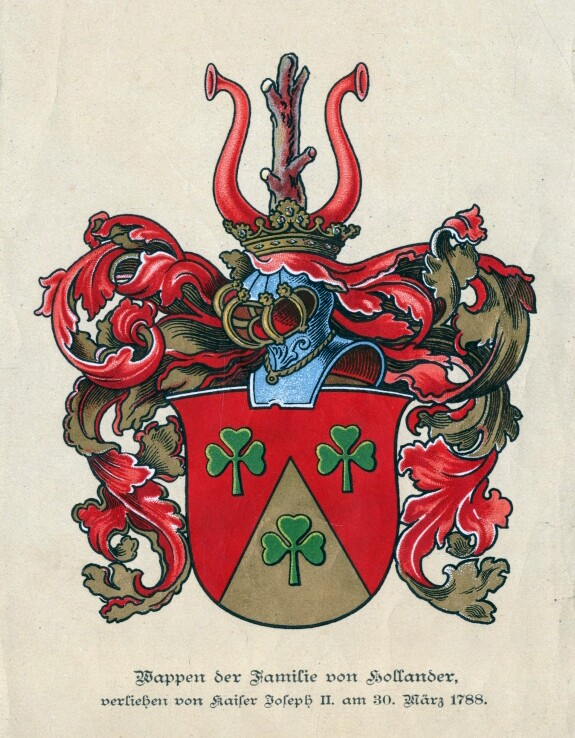
Wappen derer von Hollander

Hollander ist der Name eines deutsch-baltischen Adelsgeschlechts.

## Geschichte
Die Familie von Hollander ist ein aus Rostock stammendes Geschlecht, das sich seit dem Ende des 17. Jahrhunderts in Riga etabliert hat. Der Stammvater Matthias Hollander lebte um die Mitte des 17. Jahrhunderts als Kaufherr in Rostock. Sein gleichnamiger ältester Sohn ließ sich in Riga als Kaufmann nieder. Ihm folgte sein jüngerer Bruder Johann (1669–1732) nach und gründete 1694 ein Handelshaus, das seit 1780 unter dem Namen Johann Heinrich Hollander und Sohn firmierte und dessen Inhaber seine Nachkommen bis 1866 waren. Im Jahr 1788 wurde die Familie in den rittermäßigen Reichsadel aufgenommen.
1885 erließen die vier Enkel von Samuel Hollander die Statuten für die Hollander-Familienstiftung, die im folgenden Jahr in Riga gedruckt wurden.
Die Familie hat zu Beginn des 19. Jahrhunderts das livländische Gut Ohlenhof im Kirchspiel Lösern besessen.

## Wappen
Das 1788 von Kaiser Joseph II. bestätigte Familienwappen zeigt in Rot eine nicht durchgehende goldene Spitze belegt und beseitet von je einem grünen Kleeblatt. Auf dem Helm mit rot-goldenen Decken ein brauner Stamm mit beiderseits gestummelten Ästen zwischen zwei roten Büffelhörnern.

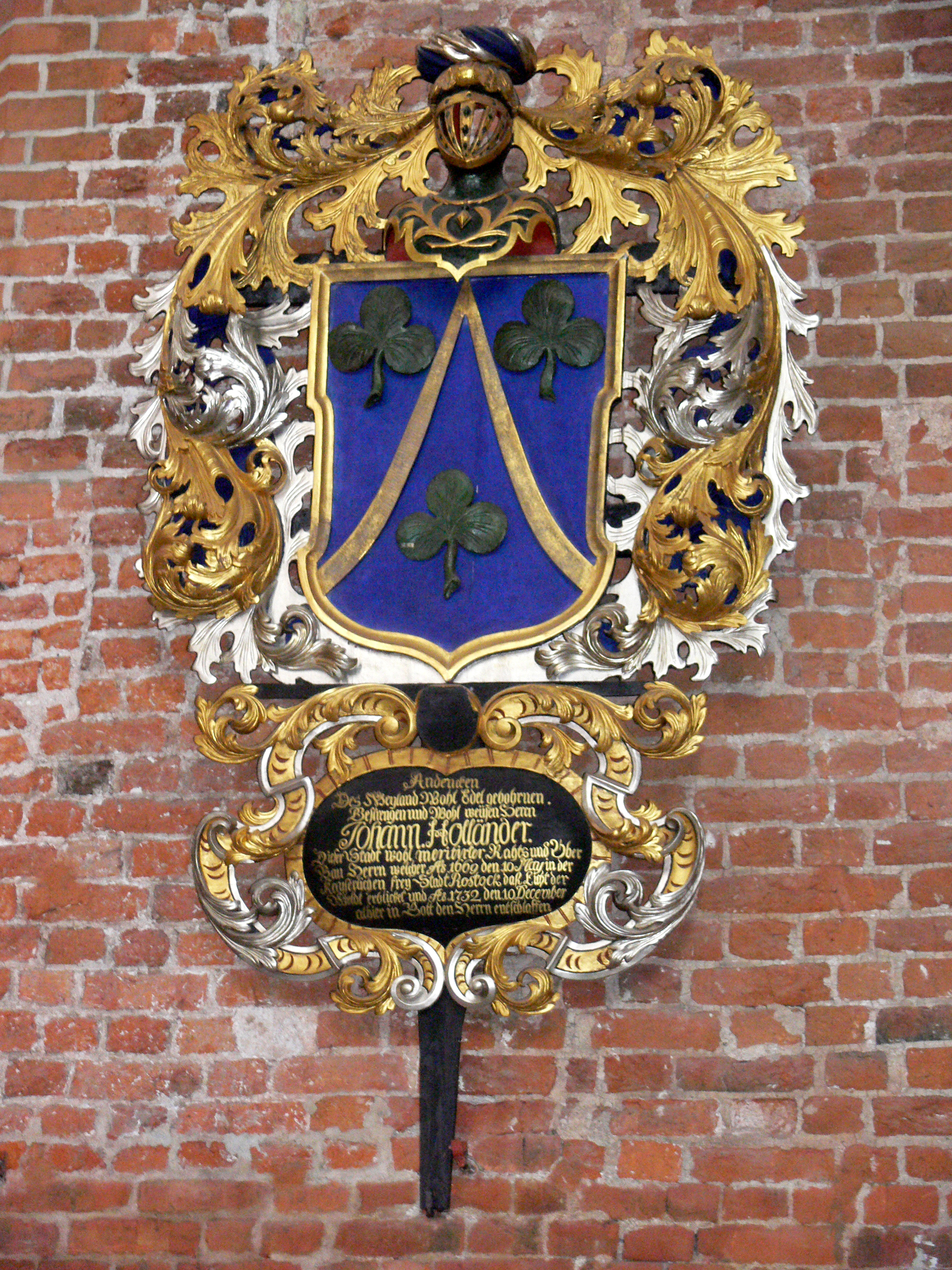
Hollander-Familienwappen in der Petrikirche (Riga), Epitaph für den aus Rostock stammenden Johann Holländer (1669–1732), Rats- und Oberbauherr zu Riga

Das ältere Wappen, wie es am Epitaph (Totenschild) für Johann Holländer (1669–1732) in der Rigaer Petrikirche angebracht ist, ist davon etwas abweichend (sofern es mit Blau und Silber statt Rot nicht auch noch falsch bemalt ist), weist aber eindeutig auf den gemeinsamen Ursprung hin: in Blau ein eingebogener, bis oben zum Schildrand hin durchgehender goldener Sparren, an den Seiten und unten ebenfalls je von einem grünen Kleeblatt begleitet. Auf dem Helm mit silbern-goldenen Helmdecken ein blau-silbern gewundener Helmwulst. Die Helmzier fehlt hier.

## Stammlinie und Angehörige
- Matthias Hollander († 1699), Kaufherr in Rostock
  - Johann Hollander (1669–1732), Rathsherr und Ältermann der Großen Gilde in Riga
    - Johann Heinrich von Hollander (1725–1797), Rathsherr in Riga, 1788 Reichsadelsstand
      - Johann Samuel von Hollander (1754–1799), rigischer Kaufmann und Sammler[6]
        - Johann Heinrich von Hollander (1780–1852), rigischer Fabrikant und Kaufmann[7]
        - Christoph von Hollander (1783–1860), Rats- und Oberamtsherr in Riga
          - Eduard von Hollander (1820–1897), Bürgermeister von Riga[8]
            - Eduard von Hollander (1852–1935), Bürgermeister von Mannheim[9]
            - Heinrich von Hollander (1853–1920), Professor der Rechtswissenschaft an der Universität Halle[10]
              - Emilie (Emmy) von Hollander (1884–1980) ⚭ 1909 Eberhard Arnold (1883–1935), Theologe

            - Karl von Hollander (1855–1913), Pastor
              - Walther von Hollander (1892–1973), deutscher Filmautor und Schriftsteller

            - Bernhard von Hollander (1856–1937), baltischer Historiker

        - Albert Woldemar von Hollander (1796–1868), baltischer Pädagoge[11]